# Plaridel (Quezon)
Plaridel è una municipalità di quinta classe delle Filippine, situata nella Provincia di Quezon, nella regione di Calabarzon.
Plaridel è formata da 9 baranggay:
- Central (Pob.)
- Concepcion
- Duhat
- Ilaya
- Ilosong
- M. L. Tumagay Pob. (Remas Mabuton)
- Paang Bundok (Pob.)
- Pampaaralan (Pob.)
- Tanauan